# Il sogno dei Novak
Il sogno dei Novak (American Dream) è una serie televisiva statunitense in 8 episodi di cui 5 trasmessi per la prima volta nel corso di una sola stagione nel 1981.
È una serie drammatica incentrata sulle vicende della famiglia Novak da poco trasferitasi da una cittadina di provincia a Chicago in cerca di fortuna.

## Personaggi e interpreti
- Donna Novak, interpretato da Karen Carlson.
- Danny Novak, interpretato da Stephen Macht.
- Todd Novak, interpretato da Michael Hershewe.
- Sam Whittier, interpretato da John McIntire.
- Abe Berlowitz, interpretato da Hans Conried.

## Produzione
La serie fu girata a Chicago e a Park Ridge in California. Le musiche furono composte da Artie Butler e J.A.C. Redford.

### Registi
Tra i registi sono accreditati:
- Mel Damski
- Jack Bender
- Ray Danton
- Larry Elikann
- Jerry Thorpe

### Sceneggiatori
Tra gli sceneggiatori sono accreditati:
- Ronald M. Cohen in 9 episodi (1981)
- Barbara Corday in un episodio (1981)
- Ken Hecht in un episodio (1981)
- Linda Elstad
- Peter Lefcourt
- William Blinn
- Allen Clare
- Brian Cassidy
- Peter LeFlourt

## Distribuzione
La serie fu trasmessa negli Stati Uniti dal 26 aprile 1981 al 10 giugno 1981 sulla rete televisiva ABC. In Italia è stata trasmessa con il titolo Il sogno dei Novak.

## Episodi
| Stagione       | Episodi | Prima TV USA |
| -------------- | ------- | ------------ |
| Prima stagione | 8       | 1981         |